# 균등 공간
일반위상수학에서 균등 공간(均等空間, 영어: uniform space)은 두 점이 서로 "가까운지" 여부가 주어진 집합이다. 균등 공간 위에는 균등 연속 함수 · 코시 그물 · 완비화 등의 개념을 정의할 수 있다.
균등 공간의 개념은 위상 공간과 거리 공간의 가운데에 있다. 즉, 임의의 거리 공간 위에는 표준적인 균등 공간 구조가 주어지며, 임의의 균등 공간 위에는 표준적인 위상이 주어진다. 거리 공간이 아닌 균등 공간의 대표적인 예로는 위상군과 콤팩트 하우스도르프 공간이 있다.

## 정의
균등 공간의 개념은 측근(側近, 프랑스어: entourage 앙투라주[*])의 개념을 사용하여 정의할 수 있으며, 또는 균등 덮개(均等-, 영어: uniform cover)의 개념을 사용하여 정의할 수도 있다. 두 정의는 서로 동치이다. 대략, 측근은 위상 공간의 열린집합과 유사한 개념이며, 균등 덮개는 위상 공간의 열린 덮개와 유사한 개념이다.

### 측근을 통한 정의
집합 {\displaystyle X}가 주어졌다고 하자. 그렇다면, {\displaystyle X} 위의 두 이항 관계 {\displaystyle E,F\subseteq X^{2}}의 합성 {\displaystyle F\circ E}은 다음과 같다.
{\displaystyle F\circ E=\{(x,z)\colon (x,y)\in E,\;(y,z)\in F\}}
{\displaystyle X} 위의 이항 관계 {\displaystyle E\subseteq X^{2}}의 반대 관계(영어: opposite relation) {\displaystyle E^{\operatorname {op} }}는 다음과 같다.
{\displaystyle E^{\operatorname {op} }=\{(y,x)\colon (x,y)\in E\}}
집합 {\displaystyle X} 위의 균등 공간 구조는 다음과 같은 데이터로 구성된다.
- {\displaystyle X\times X}의 부분 집합들의 집합 {\displaystyle {\mathcal {E}}\subseteq {\mathcal {P}}(X\times X)}. 그 원소를 측근(側近, 프랑스어: entourage 앙투라주[*])이라고 한다.

{\displaystyle {\mathcal {E}}}는 포함 관계에 따라서 부분 순서 집합을 이루며, 이는 다음 조건들을 만족시켜야 한다.
- (하계) 대각 부분 집합 {\displaystyle \operatorname {diag} _{X}=\{(x,x)\colon x\in X\}}는 {\displaystyle {\mathcal {E}}}의 하계를 이룬다. 즉, 임의의 측근 {\displaystyle E\in {\mathcal {E}}}에 대하여, {\displaystyle E\supseteq \operatorname {diag} _{X}}이다.
- {\displaystyle {\mathcal {E}}}는 부분 순서 집합 {\displaystyle ({\mathcal {P}}(X^{2}),\subseteq )} 위의 필터를 이룬다. 즉, 다음이 성립한다.
  - (자명한 측근) {\displaystyle X^{2}\in {\mathcal {E}}}이다.
  - (상집합성) 임의의 {\displaystyle {\mathcal {E}}\ni E\subseteq F\subseteq X^{2}}에 대하여, {\displaystyle F\in {\mathcal {E}}}
  - (하향성) 임의의 {\displaystyle E,F\in {\mathcal {E}}}에 대하여, {\displaystyle E\cap F\in {\mathcal {E}}}
- 만약 {\displaystyle E\in {\mathcal {E}}}라면, {\displaystyle F\circ F\subseteq E}인 {\displaystyle F\in {\mathcal {E}}}가 존재한다.
- (역원에 대한 닫힘) 만약 {\displaystyle E\in {\mathcal {E}}}라면, {\displaystyle E^{\operatorname {op} }\in {\mathcal {E}}}이다.

균등 공간 구조가 주어진 집합을 균등 공간이라고 한다. 주어진 집합 {\displaystyle X} 위의 균등 공간 구조들은 포함 관계에 따라서 부분 순서 집합을 이룬다. 위상의 비교와 마찬가지로, 두 균등 공간 구조 {\displaystyle {\mathcal {E}},{\mathcal {E}}'\subseteq {\mathcal {P}}(X^{2})}에 대하여, 만약 {\displaystyle {\mathcal {E}}\subseteq {\mathcal {E}}'}이라면 {\displaystyle {\mathcal {E}}}를 {\displaystyle {\mathcal {E}}'}보다 더 엉성한 균등 공간 구조(영어: coarser uniform structure)라고 하고, {\displaystyle {\mathcal {E}}'}을 {\displaystyle {\mathcal {E}}}보다 더 섬세한 균등 공간 구조(영어: finer uniform structure)라고 한다.

### 균등 덮개를 통한 정의
집합 {\displaystyle X}의 덮개 {\displaystyle {\mathcal {C}}\subseteq {\mathcal {P}}(X)}는 {\displaystyle \bigcup {\mathcal {C}}=X}가 되는 부분 집합들의 족이다. {\displaystyle X}의 덮개들의 집합을 {\displaystyle \operatorname {Cover} (X)}로 표기하자. {\displaystyle X} 위의 두 덮개 {\displaystyle {\mathcal {C}},{\mathcal {C}}'\in \operatorname {Cover} (X)}가 주어졌을 때, {\displaystyle {\mathcal {C}}'}이 {\displaystyle {\mathcal {C}}}의 세분인 것을 {\displaystyle {\mathcal {C}}'\lesssim {\mathcal {C}}}로 표기하고, {\displaystyle {\mathcal {C}}'}이 {\displaystyle {\mathcal {C}}}의 성형 세분인 것을 {\displaystyle {\mathcal {C}}'^{\star }\lesssim {\mathcal {C}}}로 표기하자. 세분 관계는 원순서이며, 따라서 {\displaystyle (\operatorname {Cover} (X),\lesssim )}는 원순서 집합을 이룬다.
균등 공간 {\displaystyle (X,{\mathfrak {C}})}은 다음과 같은 데이터로 주어진다.:85, Definition 7.1:2, Definition 1.1
- {\displaystyle X}는 집합이다.
- {\displaystyle {\mathfrak {C}}\subseteq \operatorname {Cover} (X)}는 {\displaystyle X} 위의 덮개들의 집합이다. {\displaystyle {\mathfrak {C}}}의 원소를 균등 덮개(均等-, 영어: uniform cover)라고 한다.

이 데이터는 다음 조건들을 만족시켜야 한다.
- (균등 성형 세분의 존재) 임의의 균등 덮개 {\displaystyle {\mathcal {C}}\in {\mathfrak {C}}}에 대하여, {\displaystyle {\mathcal {C}}'^{\star }\lesssim {\mathcal {C}}}인 균등 덮개 {\displaystyle {\mathcal {C}}'\in {\mathfrak {C}}}가 존재한다.
- {\displaystyle {\mathfrak {C}}}는 {\displaystyle (\operatorname {Cover} (X),\lesssim )} 위의 필터이다. 즉, 다음이 성립한다.
  - (자명한 덮개의 균등성) {\displaystyle \{X\}\in {\mathfrak {C}}}. 즉, 한원소 덮개 {\displaystyle \{X\}}는 균등 덮개이다.
  - (상집합성) 임의의 균등 덮개 {\displaystyle {\mathcal {C}}\in {\mathfrak {C}}} 및 덮개 {\displaystyle {\mathcal {C}}'\in \operatorname {Cover} (X)}에 대하여, 만약 {\displaystyle {\mathcal {C}}\lesssim {\mathcal {C}}'}이라면, {\displaystyle {\mathcal {C}}'} 역시 균등 덮개이다.
  - (하향성) 임의의 두 균등 덮개 {\displaystyle {\mathcal {C}},{\mathcal {C}}'\in {\mathfrak {C}}}에 대하여, {\displaystyle \{C\cap C'\colon C\in {\mathcal {C}},\;C'\in {\mathcal {C}}\}\in {\mathfrak {C}}}이다.

균등 덮개를 통한 정의는 측근을 통한 정의와 동치이다. 구체적으로, 측근을 사용한 정의의 균등 공간 {\displaystyle (X,{\mathcal {E}})}가 주어졌을 때, 균등 덮개의 집합 {\displaystyle {\mathfrak {C}}}는 다음과 같다.
{\displaystyle {\mathfrak {C}}=\uparrow \left\{\{E[x,-]\colon x\in X\}\colon E\in {\mathcal {E}}\right\}}
{\displaystyle E[x,-]=\{y\colon (x,y)\in E\}}
여기서
{\displaystyle \uparrow {\mathfrak {S}}=\{{\mathcal {D}}\in \operatorname {Cover} (X)\colon \exists {\mathcal {S}}\in {\mathfrak {S}}\colon {\mathfrak {S}}\lesssim {\mathcal {D}}\}}
는 덮개 집합의 세분 관계에 대한 상폐포이다. 즉, 균등 덮개는 측근 {\displaystyle E}에 대한 {\displaystyle \{E[x,-]\}_{x\in X}} 꼴의 덮개에 의하여 세분될 수 있는 덮개이다.
반대로, 균등 덮개의 집합 {\displaystyle {\mathfrak {C}}}가 주어졌을 때, 측근의 집합 {\displaystyle {\mathcal {E}}}는 다음과 같다.
{\displaystyle {\mathcal {E}}=\uparrow \left\{\bigcup _{C\in {\mathcal {C}}}C\times C\colon {\mathcal {C}}\in {\mathfrak {C}}\right\}}
여기서
{\displaystyle \uparrow {\mathcal {S}}=\{E\subseteq X^{2}\colon \exists S\in {\mathcal {S}}\colon E\supseteq S\}}
는 부분 집합 관계에 대한 상폐포이다.

### 기본계
균등 공간 {\displaystyle (X,{\mathcal {E}})}에서, 만약 측근 집합 {\displaystyle {\mathcal {B}}\subseteq {\mathcal {E}}}가 다음 조건을 만족시킨다면, {\displaystyle {\mathcal {B}}}는 균등 공간 구조 {\displaystyle {\mathcal {E}}}의 기본계(基本系, 영어: fundamental system)라고 한다.
{\displaystyle {\mathcal {E}}=\{E\subseteq X^{2}\colon \exists B\in {\mathcal {B}}\colon B\subseteq E\}}
균등 공간 구조의 기본계는 위상의 기저와 유사한 개념이다.

### 균등 연속 함수
두 균등 공간 {\displaystyle (X,{\mathcal {E}})}, {\displaystyle (Y,{\mathcal {F}})} 사이의 균등 연속 함수(영어: uniformly continuous map)는 다음 조건을 만족시키는 함수 {\displaystyle f\colon X\to Y}이다.
- 측근의 원상은 측근이다. 즉, 임의의 {\displaystyle F\in {\mathcal {F}}}에 대하여, {\displaystyle f^{-1}(F)\in {\mathcal {E}}}이다.

균등 공간들과 균등 연속 함수들은 범주를 이루며, 이를 {\displaystyle \operatorname {Unif} }라고 표기한다.

## 성질

### 위상수학적 성질
균등 공간 {\displaystyle (X,{\mathcal {E}})} 위에 표준적인 위상을 정의할 수 있으며, 이를 균등 위상(영어: uniform topology)이라고 한다. 균등 위상에서, 임의의 점 {\displaystyle x\in X}의 근방 필터는 다음과 같이 정의된다.
{\displaystyle {\mathcal {N}}_{x}=\left\{E[x,-]\colon E\in {\mathcal {E}}\right\}}
{\displaystyle E[x,-]=\{y\colon (x,y)\in E\}}
모든 균등 공간은 (균등 위상을 부여할 때) 완비 정칙 공간이다. 사실, 이는 필요충분조건이다. 즉, 위상 공간에 대하여 다음 두 조건이 서로 동치이다.
- 균등화 가능 공간(영어: uniformizable space)이다. 즉, 그 위상과 호환되는 균등 공간 구조가 존재한다.
- 완비 정칙 공간이다.

증명 (균등 공간은 완비 정칙 공간):
(균등 위상을 갖춘) 균등 공간 {\displaystyle (X,{\mathcal {E}})}가 주어졌다고 하자. 임의의 닫힌집합 {\displaystyle C\subseteq X} 및 {\displaystyle x\in X\setminus C}에 대하여, {\displaystyle f(x)=0}이며 {\displaystyle f(C)\subseteq \{1\}}인 연속 함수 {\displaystyle f\colon X\to [0,1]}을 찾으면 족하다. 다음과 같은 측근의 열 {\displaystyle (E_{i})_{i=0}^{\infty }\subseteq {\mathcal {E}}}를 취하자.
{\displaystyle x\in E_{0}[x,-]\subseteq X\setminus C}
{\displaystyle E_{0}\supseteq E_{1}\circ E_{1}\supseteq E_{1}\supseteq E_{2}\circ E_{2}\supseteq \cdots }
{\displaystyle [0,1]} 속의 이진 유리수의 집합을 {\displaystyle J}라고 하자. 다음과 같은 측근 집합 {\displaystyle \{F_{j}\}_{j\in J}}을 정의하자. 임의의 {\displaystyle j\in J}에 대하여, {\displaystyle j}의 이진법 전개가
{\displaystyle j=1/2^{i(0)}+\cdots +1/2^{i(n)}}
{\displaystyle 0\leq i(0)<i(1)<\cdots <i(n)}
라면,
{\displaystyle F_{j}=E_{i(n)}\circ E_{i(n-1)}\circ \cdots \circ E_{i(0)}}
로 정의한다. 이 경우 만약 {\displaystyle j,j'\in J}이며 {\displaystyle j\leq j'}이라면 {\displaystyle F_{j}\subseteq F_{j'}}이다. 이는
{\displaystyle j=1/2^{i(0)}+\cdots +1/2^{i(n)}+1/2^{j(0)}+\cdots +1/2^{j(p)}}
{\displaystyle j'=1/2^{i(0)}+\cdots +1/2^{i(n)}+1/2^{k(0)}+\cdots +1/2^{k(q)}}
{\displaystyle 0\leq i(0)<\cdots <i(n)<k(0)<\cdots <k(q)}
{\displaystyle k(0)<j(0)<\cdots <j(q)}
일 때
{\displaystyle F_{j}\subseteq E_{j(p)}\circ F_{j}\subseteq E_{k(0)}\circ E_{i(n)}\circ \cdots \circ E_{i(0)}\subseteq F_{j'}}
이기 때문이다.
이제, 함수 {\displaystyle f\colon X\to [0,1]}를 다음과 같이 정의하자.
{\displaystyle f\colon y\mapsto \inf\{j\in J\colon (x,y)\in F_{j}\}}
그렇다면, 임의의 {\displaystyle j\in J}에 대하여 {\displaystyle (x,x)\in F_{j}}이므로 {\displaystyle f(x)=0}이며, 임의의 {\displaystyle y\in C} 및 {\displaystyle j\in J}에 대하여 {\displaystyle (x,y)\not \in F_{j}}이므로 {\displaystyle f(C)\subseteq \{1\}}이다. 이제 {\displaystyle f}가 연속 함수임을 보이는 일만 남았다. 사실, {\displaystyle f}는 균등 연속 함수이며, 구체적으로 임의의 양의 정수 {\displaystyle n\in \mathbb {Z} ^{+}} 및 {\displaystyle (y,z)\in E_{n}}에 대하여 {\displaystyle |f(y)-f(z)|\leq 1/2^{n-1}}이다. 이는 다음과 같이 보일 수 있다.
{\displaystyle j=m/2^{n},j'=(m+1)/2^{n}\in J}
라고 하였을 때,
{\displaystyle E_{n}\circ F_{j}\subseteq F_{j'}}
이므로 {\displaystyle f(y)<j}라면 {\displaystyle f(z)\leq j'}이다. 즉, {\displaystyle f(y)}와 {\displaystyle f(z)} 사이의 열린구간은 {\displaystyle [j,j']} 꼴의 부분 구간을 포함하지 않는다. 따라서 {\displaystyle |f(y)-f(z)|\leq 1/2^{n-1}}이다.
증명 (완비 정칙 공간 위의 균등 공간 구조):
임의의 위상 공간 {\displaystyle X} 위에는 모든 연속 함수 {\displaystyle X\to [0,1]}을 균등 연속 함수로 맏드는 가장 엉성한 균등 공간 구조 {\displaystyle {\mathcal {E}}}를 부여할 수 있다. 즉, 이는 다음과 같은 기본계를 갖는다.
{\displaystyle {\mathcal {B}}=\left\{B_{f_{1},\epsilon _{1}}\cap \cdots \cap B_{f_{n},\epsilon _{n}}\colon n\in \mathbb {N} ,\;f_{1},\dots ,f_{n}\in {\mathcal {C}}(X;[0,1]),\;\epsilon _{1},\dots ,\epsilon _{n}\in \mathbb {R} ^{+}\right\}}
{\displaystyle B_{f,\epsilon }=\{(x,y)\in X^{2}\colon |f(x)-f(y)|<\epsilon \}}
{\displaystyle {\mathcal {E}}}의 균등 위상은 {\displaystyle X}의 위상보다 엉성하다. 이는
{\displaystyle B_{f,\epsilon }[x,-]=f^{-1}((f(x)-\epsilon ,f(x)+\epsilon )\cap [0,1])}
가 항상 {\displaystyle X}의 열린집합이기 때문이다. 반대로, 만약 {\displaystyle X}가 완비 정칙 공간이라면, 임의의 열린집합 {\displaystyle U\subseteq X} 및 {\displaystyle x\in U}에 대하여, 완비 정칙성에 따라 {\displaystyle B_{f,1}[x,-]\subseteq U}인 연속 함수 {\displaystyle f\colon X\to [0,1]}이 존재한다. 따라서 {\displaystyle U}는 균등 위상에 대한 열린집합이며, 균등 위상은 {\displaystyle X}의 위상보다 섬세하다.
균등 공간 {\displaystyle (X,{\mathcal {E}})}에 대하여 다음 조건들이 서로 동치이며, 이 조건을 만족시키는 균등 공간을 하우스도르프 균등 공간이라고 한다.
- 균등 위상이 콜모고로프 공간(T0)이다.
- 균등 위상이 티호노프 공간(T3½ = 완비 정칙 하우스도르프 공간)이다.
- {\displaystyle \bigcap {\mathcal {E}}=\operatorname {diag} _{X}}

(물론, T0과 T3½ 사이의 모든 Ti 조건 역시 동치이다.)
증명:
T0과 T3½ 사이의 분리공리들의 동치는 완비 정칙성에 의한다. {\displaystyle X}의 측근들 가운데, 균등 위상의 곱위상을 부여한 {\displaystyle X\times X}에서 닫힌집합인 것들의 집합은 {\displaystyle X}의 기본계를 이룬다. 따라서, {\displaystyle \textstyle \bigcap {\mathcal {E}}}는 모든 닫힌 측근들의 교집합이며, 특히 닫힌집합이다. 따라서 만약 {\displaystyle \textstyle \bigcap {\mathcal {E}}=\operatorname {diag} _{X}}라면, {\displaystyle \operatorname {diag} _{X}}는 닫힌집합이며, {\displaystyle X}는 하우스도르프 공간이다. 반대로, 만약 {\displaystyle X}가 하우스도르프 공간이라면, 임의의 {\displaystyle (x,y)\in X\times X\setminus \operatorname {diag} _{X}}는 서로소 근방 {\displaystyle E[x,-]}와 {\displaystyle F[y,-]}를 갖는다. 특히, {\displaystyle (x,y)\not \in E}이며, {\displaystyle (x,y)}는 모든 측근들의 교집합의 원소가 아니다. 즉, {\displaystyle \textstyle \bigcap {\mathcal {E}}=\operatorname {diag} _{X}}이다.
균등 공간에 대하여, 다음 두 조건이 서로 동치이다.
- 유사 거리화 가능 균등 공간(영어: pseudometrizable uniform space)이다. 즉, 균등 공간 구조와 호환되는 유사 거리 함수가 존재한다.
- 가산 기본계를 갖는다.

이는 위상군에 대한 버코프-가쿠타니 정리를 일반화한다.

### 범주론적 성질
균등 공간과 균등 연속 함수의 범주 {\displaystyle \operatorname {Unif} }는 구체적 범주이며, 다음과 같은 성질을 갖는다.

#### 극한과 쌍대극한
{\displaystyle \operatorname {Unif} }는 위상 범주이다.:361, Example 21.8(1) 따라서 완비 범주이자 쌍대 완비 범주이며,:365, Corollary 21.17(1) 망각 함자
{\displaystyle \operatorname {Unif} \to \operatorname {Set} }
는 왼쪽 수반 함자와 오른쪽 수반 함자를 갖는다.:362, Proposition 21.12 그러나 {\displaystyle \operatorname {Unif} }는 데카르트 닫힌 범주가 아니다.
{\displaystyle \operatorname {Unif} }의 끝 대상은 한원소 집합 위의 유일한 균등 공간 구조이며, 시작 대상은 공집합 위의 유일한 균등 공간 구조이다.
균등 공간의 범주 {\displaystyle \operatorname {Unif} }는 모든 (집합 크기의) 곱을 갖는다. 구체적으로, 균등 공간들의 족 {\displaystyle \{(X_{i},{\mathcal {E}}_{i})\}_{i\in I}}의 곱 균등 공간(영어: product uniform space)은 집합으로서 곱집합 {\displaystyle \textstyle \prod _{i\in I}X_{i}}이며, 그 위의 균등 공간 구조는 다음과 같은 기본계로 생성된다.
{\displaystyle {\mathcal {B}}=\left\{\left\{(x_{i},y_{i})_{i\in I}\colon (x_{i_{1}},y_{i_{1}})\in E_{1},\dots ,(x_{i_{n}},y_{i_{n}})\in E_{n}\right\}\colon n\in \mathbb {N} ,\;i_{1},\dots ,i_{n}\in I,\;E_{i_{1}}\in {\mathcal {E}}_{i_{1}},\dots ,E_{n}\in {\mathcal {E}}_{i_{n}}\right\}}
이는 표준적인 사영 함수 {\displaystyle \textstyle \prod _{i\in I}X_{i}\to X_{i}}들을 균등 연속 함수로 만드는 가장 엉성한 균등 공간 구조이다.

#### 함자
균등 공간의 범주에서, 균등 공간 구조를 잊어 완비 정칙 공간 {\displaystyle \operatorname {CRegTop} }의 범주로 가는 망각 함자
{\displaystyle G\colon \operatorname {Unif} \to \operatorname {CRegTop} }
가 존재하며, 이는 왼쪽 수반 함자
{\displaystyle F\colon \operatorname {CRegTop} \to \operatorname {Unif} }
를 갖는다. 즉, {\displaystyle G}는 {\displaystyle \operatorname {Unif} }에 존재하는 모든 극한을 보존하며, 반대로 {\displaystyle F}는 {\displaystyle \operatorname {CRegTop} }에 존재하는 모든 쌍대극한을 보존한다.
특히, 임의의 균등 공간들의 족 {\displaystyle \{X_{i}\}_{i\in I}}의 범주론적 곱의 균등 위상은 {\displaystyle \{X_{i}\}_{i\in I}}의 균등 위상들의 곱위상과 일치한다. 즉, 함자 {\displaystyle G}는 모든 곱을 보존한다.
함자 {\displaystyle F\colon \operatorname {CRegTop} \to \operatorname {Unif} }는 주어진 완비 정칙 공간에 이와 호환되는 가장 섬세한 균등 공간 구조를 부여한다. 구체적으로, 완비 정칙 공간 {\displaystyle X} 위에 부여되는 균등 공간 구조는 다음과 같은 집합족을 기본계로 한다.:247, Corollary 36.17
{\displaystyle \{E_{0}\colon E_{0},E_{1},\dots \in {\mathcal {T}}_{X\times X},\;E_{0}\supseteq E_{1}\circ E_{1}\supseteq E_{1}\supseteq E_{2}\circ E_{2}\supseteq \cdots \supseteq \operatorname {diag} (X)\}}

## 예

### 자명한 균등 공간
집합 {\displaystyle X} 위에 다음과 같은 균등 공간 구조를 부여할 수 있으며, 이를 이산 균등 공간이라고 한다.:3, Definition 1.2:86, Definition 7.2
{\displaystyle {\mathcal {E}}=\{E\subseteq X^{2}\colon E\supseteq \operatorname {diag} _{X}\}}
이로부터 유도되는 위상은 이산 위상이다. 이는 {\displaystyle X} 위에 존재하는 가장 섬세한 균등 공간 구조이다.
집합 {\displaystyle X} 위에 다음과 같은, 하나의 측근만을 갖는 균등 공간 구조를 부여할 수 있으며, 이를 비이산 균등 공간(영어: indiscrete uniform space)이라고 한다.:3, Definition 1.3:86, Definition 7.3
{\displaystyle {\mathcal {E}}=\{X^{2}\}}
이로부터 유도되는 위상은 비이산 위상이다. 이는 {\displaystyle X} 위에 존재하는 가장 엉성한 균등 공간 구조이다.

### 거리 함수로부터 정의되는 균등 공간 구조
집합 {\displaystyle X}가 주어졌다고 하고, 함수
{\displaystyle d\colon X^{2}\to \mathbb {R} _{\geq 0}}
가 다음 조건들을 만족시킨다고 하자.
- {\displaystyle d(x,x)=0\qquad \forall x\in X}
- {\displaystyle d(x,y)=d(y,x)\qquad \forall x,y\in X}
- (삼각 부등식) {\displaystyle d(x,z)\leq d(x,y)+d(y,z)}

(그러나 {\displaystyle x\neq y\implies d(x,y)>0}일 필요는 없다.) 이는 거리 공간의 거리 함수의 개념의 일반화이다. 그렇다면, 다음과 같은 기본계를 사용하여 {\displaystyle X} 위의 균등 공간 구조를 정의할 수 있다.
{\displaystyle {\mathcal {B}}=\{d^{-1}([0,t])\colon t\in \mathbb {R} ^{+}\}}

### 위상군
위상군 {\displaystyle G} 위의 오른쪽 균등 공간 구조(영어: right uniform structure)는 다음과 같은 기본계로서 정의되는 균등 공간 구조이다.
{\displaystyle {\mathcal {B}}_{\text{right}}=\{\{(g,h)\colon gh^{-1}\in U\}\colon U\ni 1_{G}\}}
여기서 {\displaystyle U}는 항등원 {\displaystyle 1_{G}\in G}의 임의의 근방이다. 마찬가지로, 위상군 {\displaystyle G} 위의 왼쪽 균등 공간 구조(영어: left uniform structure)는 다음과 같은 기본계로서 정의되는 균등 공간 구조이다.
{\displaystyle {\mathcal {B}}_{\text{left}}=\{\{(g,h)\colon h^{-1}g\in U\}\colon U\ni 1_{G}\}}
(물론, 아벨 위상군의 경우 두 균등 공간 구조가 일치한다.)
임의의 원소 {\displaystyle g\in G}에 대하여, 오른쪽의 곱셈 {\displaystyle (\cdot g)\colon G\to G}는 오른쪽 균등 공간 구조 아래 균등 연속 함수이며, 왼쪽의 곱셈 {\displaystyle (g\cdot )\colon G\to G}는 왼쪽 균등 공간 구조 아래 균등 연속 함수이다.
위상군은 항상 균등화 가능 공간이다. 오른쪽 균등 위상과 왼쪽 균등 위상은 위상군의 원래 위상과 일치한다.

### 잉여류 공간
위상군 {\displaystyle G}의 부분군 {\displaystyle H\leq G}에 대하여, 왼쪽 잉여류 공간 {\displaystyle G/H} 위에 다음과 같은 기본계를 통해 균등 공간 구조를 부여할 수 있다.
{\displaystyle {\mathcal {B}}=\left\{(gH,hH)\in (G/H)^{2}\colon \exists U\ni 1_{G}\colon hg^{-1}\in U\right\}}
여기서 {\displaystyle U}는 항등원 {\displaystyle 1_{G}\in G}의 임의의 근방이다. 이로부터 정의되는 균등 위상은 몫공간 위상과 일치한다.

### 콤팩트 하우스도르프 공간
콤팩트 하우스도르프 공간 {\displaystyle X}가 주어졌다고 하자. 그렇다면, {\displaystyle X}의 위상과 같은 위상을 유도하는 유일한 균등 공간 구조가 존재하며, 이 경우 측근은 곱공간 {\displaystyle X\times X}에서 대각 부분 집합 {\displaystyle \operatorname {diag} _{X}\subseteq X\times X}의 근방으로 주어진다.
이는 필요 조건이 아니다. 구체적으로, 티호노프 공간(즉, 균등화 가능 하우스도르프 공간) {\displaystyle X}에 대하여, 다음 세 조건이 서로 동치이다.
- {\displaystyle X}의 위상과 같은 위상을 유도하는 유일한 균등 공간 구조가 존재한다.
- {\displaystyle X}의 위상과 같은 위상을 유도하는 유일한 완전 유계 균등 공간 구조가 존재한다.
- {\displaystyle X}를 그 스톤-체흐 콤팩트화 {\displaystyle \beta X}의 부분 집합으로 여겼을 때, {\displaystyle |\beta X\setminus X|\leq 1}

이와 유사하게, 티호노프 공간 {\displaystyle X}에 대하여, 다음 세 조건이 서로 동치이다.
- {\displaystyle X}의 위상과 같은 위상을 유도하는 가장 엉성한 균등 공간 구조가 존재한다.
- {\displaystyle X}의 위상과 같은 위상을 유도하는 가장 엉성한 완전 유계 균등 공간 구조가 존재한다.
- {\displaystyle X}는 국소 콤팩트 하우스도르프 공간이다.

### 기본계의 예
임의의 균등 공간 {\displaystyle (X,{\mathcal {E}})}에서, 다음 측근 집합들은 기본계를 이룬다.
- 대칭 측근들의 집합 {\displaystyle \{E\in {\mathcal {E}}\colon E=E^{\operatorname {op} }\}}
- (균등 위상의 곱위상에 대한) 열린 측근들의 집합
- (균등 위상의 곱위상에 대한) 닫힌 측근들의 집합

증명:
대칭 측근: 임의의 {\displaystyle E\in {\mathcal {E}}}에 대하여, {\displaystyle F=E\cap E^{\operatorname {op} }\subseteq E}는 대칭 측근이다.
열린 측근: 임의의 측근 {\displaystyle E\in {\mathcal {E}}}에 대하여, {\displaystyle \operatorname {int} E} 역시 측근임을 보이는 것으로 충분하다. {\displaystyle F\circ F\circ F\subseteq E}인 대칭 측근 {\displaystyle F=F^{\operatorname {op} }\in {\mathcal {E}}}를 취하자. 그렇다면
{\displaystyle F\circ F\circ F=\bigcup _{(x,y)\in F}(\{x'\in X\colon (x,x')\in F\}\times \{y'\in X\colon (y,y')\in F\})}
가 {\displaystyle F}의 근방이므로,
{\displaystyle F\subseteq \operatorname {int} (F\circ F\circ F)\subseteq \operatorname {int} E}
이며, 따라서 {\displaystyle \operatorname {int} E\in {\mathcal {E}}}이다.
닫힌 측근: 임의의 측근 {\displaystyle E\in {\mathcal {E}}}에 대하여, {\displaystyle \operatorname {cl} F\subseteq E}인 측근 {\displaystyle F\in {\mathcal {E}}}을 찾는 것으로 충분하다. {\displaystyle F\circ F\circ F\subseteq E}인 대칭 측근 {\displaystyle F=F^{\operatorname {op} }\in {\mathcal {E}}}를 취하자. 그렇다면, 임의의 {\displaystyle (x,y)\in X^{2}}에 대하여,
{\displaystyle \{\{x'\in X\colon (x,x')\in G\}\times \{y'\in X\colon (y,y')\in G\}\colon G=G^{\operatorname {op} }\in {\mathcal {E}}\}}
은 {\displaystyle (x,y)}의 국소 기저를 이루며, 이에 따라
{\displaystyle \operatorname {cl} F=\bigcap _{\scriptstyle G\in {\mathcal {E}} \atop \scriptstyle G=G^{\operatorname {op} }}G\circ F\circ G}
임을 보일 수 있다. 따라서
{\displaystyle \operatorname {cl} F\subseteq F\circ F\circ F\subseteq E}
이다.

## 역사
거리 공간의 개념을 추상화하기 위하여 앙드레 베유가 1937년에 도입하였다. 이후 니콜라 부르바키가 측근을 사용한 정의를 도입하였다.
균등 공간의 개념의 필요성에 대하여 수학자 게르하르트 프로이스(독일어: Gerhard Preuß, 1940~2011)는 다음과 같이 적었다.
| “ | 균등 개념들(균등 연속성 · 균등 수렴 · 코시 열/코시 필터 등)과 완비성은 {\displaystyle \operatorname {Top} } [위상 공간의 범주]에서 정의할 수 없다. 그 이유는 무엇인가? 해석학에서의 코시 열의 개념을 살펴보자. […] 서로 다른 점들의 ε-근방은 같은 크기를 갖는 것으로 간주된다. 위상 공간 {\displaystyle (X,{\mathcal {X}})}에서는 모든 점 {\displaystyle x\in X}에 대하여 근방계 {\displaystyle {\mathcal {U}}(x)}가 부여되며 (하우스도르프의 원래 정의에 따라) 특정 공리들을 만족시킨다. 그러나 서로 다른 점들의 근방들의 크기를 비교할 수 없다. 따라서, 서로 다른 점들의 근방들의 크기를 (거리 공간에서와 같이) 비교할 수 있다면 코시 열을 정의할 수 있다. 마찬가지로 왜 균등 연속성과 균등 수렴을 위상 공간만으로 정의할 수 없는지 설명할 수 있다. 마지막으로 (그리고 특히) 코시 필터의 개념이 없이는 위상 공간의 완비성을 정의할 수 없다. Uniform concepts such as uniform continuity, uniform convergence, Cauchy sequences (or Cauchy filters) and completeness are not available in {\displaystyle \operatorname {Top} }. What are the reasons? First let us consider the concept of Cauchy sequence in Analysis: […] ε-neighborhood of distinct points may be considered to have the same size. In a topological space {\displaystyle (X,{\mathcal {X}})} there is assigned a neighborhood system {\displaystyle {\mathcal {U}}(x)} to each {\displaystyle x\in X} such that certain axioms are satisfied (according to Hausdorff’s original definition of topological spaces) but there is no possibility to compare neighborhoods of different points with respect to their size. Thus, whenever it is possible to compare neighborhoods of different points with respect to their size (e.g. in metric spaces), Cauchy sequences can be defined. The same argument may be used to explain why uniform continuity and uniform convergence are not available in the realm of topological spaces. Last not least, we cannot define completeness in topological spaces because of the absence of the concept of Cauchy filter. | ” |
|   | — :xvi |   |

## 참고 문헌
1. 1 2 3 4  James, I. M. (1987). 《Topological and uniform spaces》. Undergraduate Texts in Mathematics (영어) 144. Springer-Verlag. doi:10.1007/978-1-4612-4716-6. ISBN 978-0-387-96466-9. ISSN 0172-6056. Zbl 0625.54001.
2. 1 2 3  James, I. M. (1990). 《Introduction to uniform spaces》. London Mathematical Society Lecture Note Series (영어) 144. Cambridge University Press. doi:10.1017/CBO9780511721519. ISBN 978-052138620-3. Zbl 0719.54036.
3. 1 2 3  Adámek, Jiří; Herrlich, Horst; Strecker, George (2006). “Abstract and concrete categories: the joy of cats”. 《Reprints in Theory and Applications of Categories》 (영어) 17: 1–507. Zbl 1113.18001.
4. ↑  Adámek, Jiří; Reiterman, Jan (1985년 6월). “Cartesian closed hull of the category of uniform spaces”. 《Topology and its Applications》 (영어) 19 (3): 261–276. doi:10.1016/0166-8641(85)90006-9. ISSN 0166-8641.
5. ↑  Willard, Stephen (1970). 《General topology》. Addison-Wesley Series in Mathematics (영어). Reading, Massachusetts; Menlo Park, California; London; Don Mills, Ontario: Addison-Wesley. ISBN 978-0-201-08707-9. MR 0264581. Zbl 0205.26601.
6. ↑  Weil, André (1937). 《Sur les espaces à structure uniforme et sur la topologie générale》. Actualités scientifiques et industrielles (프랑스어) 551. Hermann & Cie. JFM 63.0569.04. Zbl 0019.18604.
7. ↑  Bentley, H. Lamar; Herrlich, Horst; Hušek, Miroslav (1998). 〈The historical development of uniform, proximal, and nearness concepts in topology〉.   Aull, C. E.; Lowen, R. 《Handbook of the History of General Topology》. History of Topology (영어) 2. Springer-Verlag. 577–629쪽. doi:10.1007/978-94-017-1756-4_7. ISBN 978-90-481-5023-6. ISSN 1388-4336. Zbl 0936.54028.
8. ↑  Dugac, Pierre (1984년 1월). “Histoire des espaces complets”. 《Revue d’histoire des sciences》 (프랑스어) (1): 3–28. doi:10.3406/rhs.1984.1972. ISSN 0151-4105. JSTOR 23632340. Zbl 0545.01008.
9. ↑  Bourbaki, Nicolas (1971). 《Topologie générale. Chapitres 1 à 4》. Éléments de mathématique (프랑스어). Hermann. doi:10.1007/978-3-540-33982-3. ISBN 978-3-540-33936-6. Zbl 0249.54001.
10. ↑  Preuss, Gerhard (2002). 《Foundations of topology: an approach to convenient topology》 (영어). Kluwer Academic Publishers. doi:10.1007/978-94-010-0489-3. ISBN 978-94-010-3940-6.

- Pachl, Jan (2013). 《Uniform spaces and measures》. Fields Institute Monographs (영어) 30. Springer-Verlag. doi:10.1007/978-1-4614-5058-0. ISBN 978-1-4614-5057-3. ISSN 1069-5273. Zbl 1267.54001.
- Isbell, John Rolfe (1964). 《Uniform spaces》. Mathematical Surveys and Monographs (영어) 12. American Mathematical Society. ISBN 978-0-8218-1512-0. Zbl 0124.15601.
- Tukey, John W. (1941). 《Convergence and uniformity in topology》. Annals of Mathematics Studies (영어) 2. Princeton University Press. JFM 66.0961.01. Zbl 0025.09102.
- Smirnov, Ju. (1963). 〈Some questions of uniform topology〉 (PDF). 《Proceedings of the International Congress of Mathematicians, 15–12 August 1962》 (영어). 웁살라: Almqvist & Wiksells Boktryckeri Aktiebolag. 497–501쪽. Zbl 0119.18001. 2016년 9월 24일에 원본 문서 (PDF)에서 보존된 문서. 2016년 5월 23일에 확인함.
- Herrlich, Horst (1975). 〈Topological structures〉 (PDF).   James, Ralph Duncan. 《Proceedings of the International Congress of Mathematicians, Vancouver, 1974. Volume 2》 (영어). Canadian Mathematical Congress. 63–66쪽. ISBN 0-919558-04-6. 2016년 10월 3일에 원본 문서 (PDF)에서 보존된 문서. 2016년 6월 28일에 확인함.